# Фицпатрик, Брэд
Брэдли Джозеф «Брэд» Фицпатрик (англ. Bradley Joseph "Brad" Fitzpatrick; род. 5 февраля 1980) — американский программист. Известен, как создатель Живого Журнала и автор множества проектов в области свободного программного обеспечения.

## Биография
Родившись в Айове, Фицпатрик вырос в Бивертоне, штат Орегон, и обучался теории вычислительных машин в Вашингтонском университете в Сиэтле. Учась в университете, он разработал Живой Журнал в качестве усовершенствования метода, которым он пользовался для ведения своего личного дневника.
В конечном счёте Живой Журнал стал его основной работой, а затем и компанией, известной под названием Danga Interactive. В январе 2005 года Фицпатрик продал компанию Danga другой софтверной компании Six Apart и работал в Six Apart до августа 2007 года. С этого времени Фицпатрик не участвует в разработке Живого Журнала. С августа 2007 по январь 2020 Фицпатрик работал в компании Google (последние 10 лет в команде разработки языка программирования Go).
В данный момент живёт в городе Сиэтл и работает в компании Tailscale.

## Личная жизнь
Женат, воспитывает двух сыновей — Дилан (2017) и Шон (2019).